# Harald Blåtand
Harald Blåtand Gormsson (en nórdico antiguo Haraldr Blátǫnn Gormsson, en danés Harald Blåtand Gormsen, en español Harald "Diente Azul" Gormsson) fue rey de Dinamarca aproximadamente desde 958 hasta su muerte hacia el 986, y rey de Noruega a partir de 970. Fue hijo del rey Gorm el Viejo y de Thyra Danebod, introdujo el cristianismo en Dinamarca y consolidó su dominio sobre la mayor parte de Jutlandia y Selandia.

## Nombre

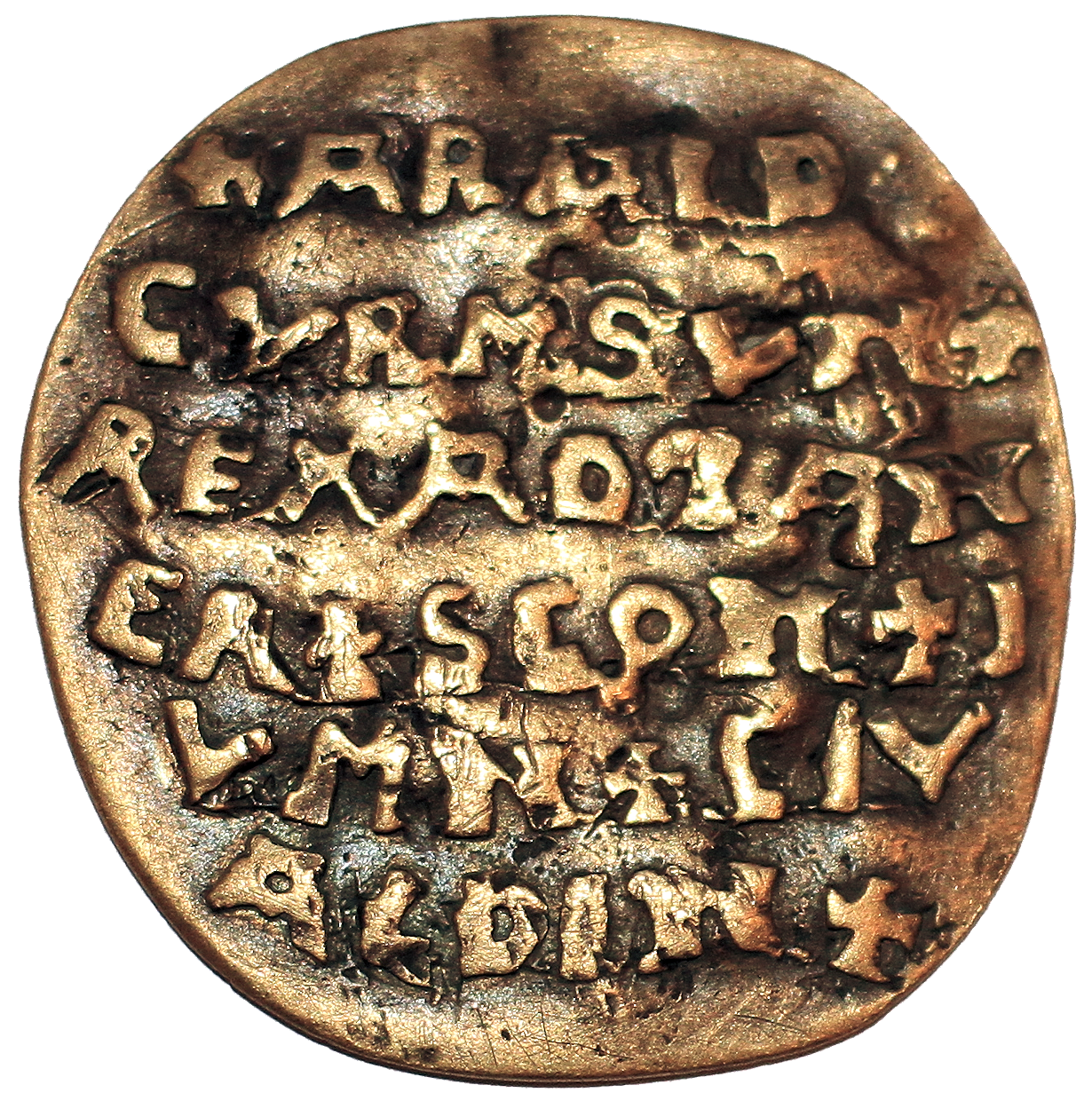
Disco de Curmsun con la inscripción de Harald (Arald Curmsun) en la parte superior.

El nombre de Harald está inscrito en forma rúnica en las piedras de Jelling como haraltr : kunukʀ (ᚼᛅᚱᛅᛚᛏᚱ ᛬ ᚴᚢᚾᚢᚴᛦ), lo que corresponde en nórdico antiguo normalizado a Haraldr konungr, es decir, «Harald rey». La forma latinizada de su nombre, tal como figura en las crónicas danesas, es Haraldus Gormonis filius («Harald, hijo de Gorm»). El nombre Haraldr (también escrito como Haralldr) corresponde al alto alemán antiguo Heriwald (de hari, «ejército», y wald, «mando»), y al inglés antiguo Hereweald.
El nombre de Harald también está inscrito en el llamado disco de Curmsun, redescubierto en 2014 (pero parte de un tesoro vikingo descubierto en 1841 en la cripta de la iglesia del pueblo pomeranio de Groß-Weckow, próximo al bastión de la era vikinga de Jomsborg), como +ARALD CVRMSVN + REX AD TANER + SCON + JVMN + CIV ALDIN, es decir, «Harald Gormson, rey de los danos, Escania, Jumne, [en] Diócesis de Oldemburgo».
La primera aparición documentada del apodo de Harald, «Diente Azul» (como blatan; en nórdico antiguo: *blátǫnn) se encuentra en el Chronicon Roskildense (escrito ca. 1140), junto con el otro apodo Clac Harald. Clac Harald parece ser una combinación de Harald Diente Azul con el legendario o semilegendario Harald Klak, hijo de Halfdan. El sobrenombre figura como Blachtent y está glosado de forma explícita como «diente azulado o negro» (dens lividus vel niger) en una crónica de finales del siglo xii, Wilhelmi abbatis regum Danorum genealogia. La explicación tradicional es que Harald debió de tener un diente cariado de apariencia «azul» (o más bien negra, ya que el término blár se refería tanto al azul como al negro, o simplemente a un color oscuro). Por otra parte, Scocozza (1997) propone que el apodo era en realidad «thegn azul» (o «thegn oscuro»), y que el término anglosajón thegn quedó corrompido como tan al reincorporarse el nombre al nórdico antiguo).

## Biografía
Harald sucedió a sus padres Gorm el Viejo (rey de Jutlandia) y Thyra Danebod (supuesta hija de Harald Klak, jarl de Jutlandia).
A principios del siglo X los vikingos dominaban el norte de Europa y establecieron reinos gobernados por clanes familiares con un rey al frente. Del rey Gorm el Viejo y su mujer Thyra, que gobernaban sobre Dinamarca, nació Harald que se convirtió en rey al suceder a su padre. Este hecho fue el primer caso conocido de un rey escandinavo que traspasaba el poder a su hijo, ya que anteriormente a la muerte de un rey, otros grandes hombres luchaban entre sí por el poder. Su nombre fue pronto conocido en toda Escandinavia y llegó a ser un importante personaje del norte de Europa.
Cuenta la leyenda que en el año 960, el rey Harald recibió la visita de un sacerdote enviado por el pueblo germano para convencerle de que únicamente existía un solo Dios que vivía en los cielos, el cristiano, y no nueve como creían los nórdicos. Harald Blåtand desconfió del sacerdote y le dijo que si ese Dios existía, podría protegerle cuando él le pusiera un hierro al rojo en la mano. Según la leyenda el sacerdote no sufrió daño alguno y desde ese instante Harald fue bautizado y convertido al cristianismo, convirtiendo Dinamarca en un reino cristiano, aunque la mayoría de los súbditos no abandonaron sus anteriores creencias. Lo que realmente sucedió fue que siendo derrotado por el emperador del Sacro Imperio, Otón I, se le permitió conservar la vida a cambio de su conversión. No obstante otras fuentes, como Heimskringla, citan a Otón II como responsable de la conversión forzosa. A partir de este momento hasta su muerte se mantuvo fiel a un sincretismo entre su religión ancestral y el catolicismo, prueba de ello son los martillos de Thor en forma de cruz cristiana descubiertos por toda Dinamarca que datan de la época de su reinado. El gran hito de Harald fue su perseverancia para con la conversión al cristianismo de Dinamarca.
Harald Blåtand murió en torno al año 986, presumiblemente por orden de su hijo Svend Barba Ahorquillada, conquistador de Inglaterra en el año 1013. Según la Saga Jomsvikinga fue el mismo fundador de los Jomsvikingos o Vikingos de Jomsborg, Palnatoke, quien acabó con su vida de un flechazo certero. Harald Blåtand se encuentra enterrado en la catedral de Roskilde.
En 2018 se encontró su tesoro en la localidad de Schaprode.

## Tecnología Bluetooth
Once siglos después, la compañía sueca de telecomunicaciones Ericsson puso el nombre de Bluetooth a una nueva tecnología en memoria de Harald. 
A principios del año 2000, el Bluetooth Special Interest Group (SIG), formado por importantes empresas como Nokia, Ericsson, 3Com, Lucent Technologies, Microsoft, Motorola, Toshiba, IBM e Intel, lanzó un logotipo que une las runas hagall  y berkana  "HB", las iniciales del rey Harald Blåtand o Bluetooth.

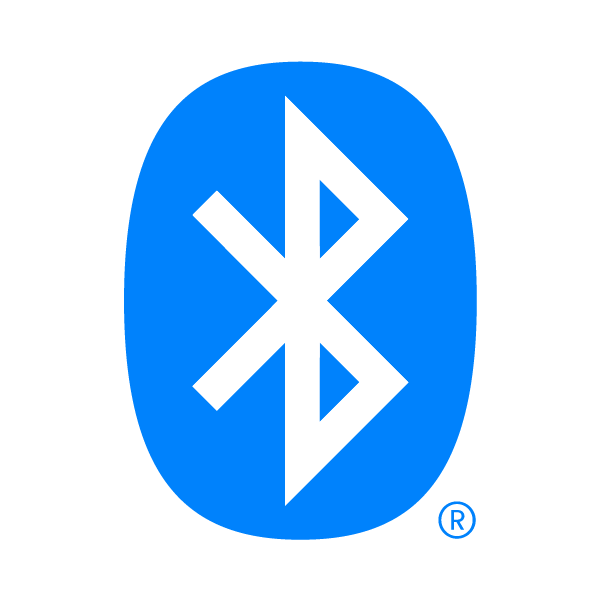
Símbolo del Bluetooth, fusión
de las runas hagall y berkana

## Sucesión
| Predecesor: Gorm el Viejo | Rey de Dinamarca 958-986 | Sucesor: Svend Barba Ahorquillada |
| Predecesor: Harald II     | Rey de Noruega 976-986   | Sucesor: Svend Barba Ahorquillada |

- Datos: Q201041
- Multimedia: Harald Blåtand / Q201041